# チャンピオンたちの朝食
『チャンピオンたちの朝食』（チャンピオンたちのちょうしょく、原題：Breakfast of Champions, or Goodbye Blue Monday）はアメリカの作家カート・ヴォネガット・ジュニアによる1973年の長編小説。「カート・ヴォネガット・ジュニア」名義としては最後の作品。ヴォネガット作品に横断して登場するSF作家のキルゴア・トラウトを主人公とし、断章形式で現代アメリカを風刺・皮肉った内容となっている。作中に挿入されている116点のイラストはヴォネガット自身の筆によるもので、終盤には作者である「わたし」が作中に登場するなどメタフィクション要素も含まれる。
タイトルはゼネラル・ミルズ社のシリアル「en:Wheaties」のキャッチコピーから。またサブタイトル「さようなら、ブルー・マンデー」は作中に登場する家電メーカー・バリートロン社のキャッチコピー。
1999年に『ブレックファースト・オブ・チャンピオンズ』として映画化された。主演はブルース・ウィリス（ドウェイン・フーヴァー役）。

## あらすじ
1972年、ニューヨークに住む貧乏なSF作家、キルゴア・トラウトはある日、彼のファンであるという奇特な大富豪エリオット・ローズウォーターの推薦で、ミッドランド・シティで開かれるアート・フェスティバルに招待される。
一方、ミッドランド・シティでポンティアックの販売代理店のオーナーとして働くドウェイン・フーヴァーは、自身の体内が作り出す有害な化学物質によって狂気を進行させており、周囲と噛み合わない日々を過ごしていた。
トラウトはヒッチハイクしたトラックに乗ってミッドランド・シティに到着し、ドウェインと、作者である「わたし」がいるカクテル・ラウンジに赴く。ドウェインはトラウトの小説『いまこそ話そう』を読み、作中で語られている「自由意志を持つ存在は自分だけであり、他人はみなロボットである」という思想に影響され完全に発狂し、近くにいる人間たちに次々暴行を加えた後、逮捕される。
ドウェインに指を食いちぎられたトラウトは「わたし」と出会う。「わたし」はトラウトに、自分はトラウトの創造主であり、トラウトは将来ノーベル医学賞を受賞すると語る。そして、自分が創造したすべての登場人物を解放すると語り、消える。

## 註釈
1. ↑  次作『スラップスティック』からは「カート・ヴォネガット」名義。
2. ↑  『ローズウォーターさん、あなたに神のお恵みを』の主人公。